# Astragalus coeruleus
Astragalus coeruleus är en ärtväxtart som beskrevs av Ahmed Ahmad Parsa. Astragalus coeruleus ingår i släktet vedlar, och familjen ärtväxter. Inga underarter finns listade i Catalogue of Life.